# No Silence
No Silence — пятый студийный альбом немецкого музыканта и продюсера электронной музыки Андре Таннебергера, издан 24 мая 2004.

## Обзор
«No Silence» стал третьим альбомом, выпущенным с новым составом вокалистов. Место Роберты Картер Харрисон (англ. Roberta Carter Harrison) заняли три новые участницы: Тифф Лейси (англ. Tiff Lacey), Маделин Зеро (англ. Madelin Zero), Michal the Girl. Голос Роберты по-прежнему можно услышать, но всего лишь в двух композициях — «After The Flame» и «Wait For Your Heart». Приятным сюрпризом стало появление Кена Харрисона (англ. Ken Harrison) не только в качестве соавтора, но и в качестве вокалиста.
Пластинка имеет более мягкое звучание, чем «Addicted To Music». Альбом выполнен без пауз между композициями, плавные переходы сопровождаются вставками природных явлений и звуками птиц. Данную концепцию Андре услышал, когда был на съёмках клипа «Marrakech», в утёсе каньона. Ширина каньона была настолько велика, что Андре не ожидал услышать звуки природы. При прослушивании диска, слушатель погружается в путешествие, не прерывая его паузами, а создавая переходные фрагменты между ними.
Большой вклад в написание композиций внесли Брюс Эллиот-Смит (англ. Bruce Elliott-Smith), Фил Ларсен (англ. Phil Larsen), Александр Перлс (англ. Alexander Perls), сочинявшие вместе с Андре лирику для «No Silence».

## Обложка и оформление
Фотографии к обложкам и букету были сделаны во время американского тура. Съёмкой занимался Марк Фойерстаке (нем. Mark Feuerstake), дизайном Марк Шилковски (нем. Marc Schilkowski). В оформление доминируют синие тона. В буклете размещены тексты всех композиций и благодарность Андре.

## Альбом

### Список композиций
| №   | Название               | Автор(ы)                                    | Длительность |
| --- | ---------------------- | ------------------------------------------- | ------------ |
| 1.  | «Marrakech»            | A. Tanneberger, B. Elliott-Smith, P. Larsen | 4:22         |
| 2.  | «Ecstasy»              | A. Tanneberger, B. Elliott-Smith, P. Larsen | 4:21         |
| 3.  | «The Autumn Leaves»    | A. Tanneberger, A. Perls                    | 5:42         |
| 4.  | «Here With Me»         | A. Tanneberger, B. Elliott-Smith, P. Larsen | 5:12         |
| 5.  | «Black Nights»         | A. Tanneberger, M. Zero                     | 5:02         |
| 6.  | «Mysterious Skies»     | A. Tanneberger                              | 5:30         |
| 7.  | «Collides With Beauty» | A. Tanneberger, M. Zero                     | 5:49         |
| 8.  | «Sun Goes Down»        | A. Tanneberger, K. Harrison                 | 4:07         |
| 9.  | «After The Flame»      | A. Tanneberger, K. Harrison                 | 6:02         |
| 10. | «IntenCity»            | A. Tanneberger, RuDee                       | 5:26         |
| 11. | «Eternal Swells»       | A. Tanneberger                              | 5:14         |
| 12. | «Wait For Your Heart»  | A. Tanneberger, K. Harrison                 | 5:16         |
| 13. | «Circular Symetry»     | A. Tanneberger, Woody van Eyden             | 5:38         |

### Издания
| Страна     | Дата | Лейбл                      | Формат  | Каталог               |
| Германия   | 2004 | Kontor Records             | CD      | Kontor380             |
| Польша     | 2004 | Magic Records              | CD      | 982070-0              |
| Португалия | 2004 | Enter Records              | CD      | 11.80.8351            |
| Россия     | 2004 | Танцевальный Рай           | CD      | TP-050                |
| Германия   | 2004 | Kontor Records             | CD, DVD | Kontor380, 0155032KON |
| Гонконг    | 2004 | Avex Asia Ltd.             | CD+CD   | AVTCD-95770           |
| Тайвань    | 2004 | Avex Taiwan Inc.           | CD+CD   | AVICD60340/1          |
| Таиланд    | 2004 | Red Beat International Co. | CD+CD   | AVTCD-95770           |
| США        | 2004 | Radikal Records            | CD, DVD | RAD90078-2            |
| Польша     | 2004 | Magic Records              | CD+CD   | 986936-9              |

### Форматы
- CD — содержащий 13 композиций альбома
- CD+DVD немецкое издание — 13 композиций альбома, включая бонус DVD с клипом «Marrakech», интервью, фотографии, трейлер фильма «Охотники за разумом» (англ. Mindhunters), 3 ремикса
- CD+CD гонконгское, тайваньское и таиландское издания — 13 композиций, включая бонус диск с ремиксами на «Marrakech» и «Ecstasy»
- CD+DVD американское издание — 13 композиций альбома, включая бонус DVD с клипом «Ecstasy», интервью, фотографии, 3 ремикса
- CD+CD польское издание — 14 композиций, диск с дополнительным материалом: ремиксы и видео

### Синглы
В качестве синглов вышли 4 композиции с альбома, 2 из них составили двойной сингл — «Marrakech», «Ecstasy», «Here With Me / IntenCity».
12 февраля 2004 года Андре анонсировал выпуск «Marrakech», отличительной чертой которого является вокал Тифф Лейси, известной по работе с Полом Окенфолдом (англ. Paul Oakenfold). Кроме оригинальных ремиксов, сингл содержит ремиксы, созданные диджеем Alex M.O.R.P.H. В 2004 году композиция использовалась в азиатском трейлере фильма «Охотники за разумом»
Вторым синглом с альбома была заявлена другая совместная работа с Тифф Лейси — «Ecstasy». Клип к синглу был снят в США около городка Эль-Пасо (исп. El Paso) на границе с Мексикой. По неизвестным причинам, сингл не содержит ремиксов от других музыкантов.
| Информация                                                                     | Треклист                                                                               |
| ------------------------------------------------------------------------------ | -------------------------------------------------------------------------------------- |
| Marrakech - Вышел: 2004 - Лейбл: Kontor Records - Носители: LP                 | 1. Clubb Mix 2. A & T Remix 3. Live @ Nowhere Mix 4. Revolution Mix                    |
| Marrakech - Вышел: 2004 - Лейбл: Kontor Records - Носители: CD                 | 1. Airplay Mix 2. A & T Remix 3. Clubb Mix 4. Revolution Mix                           |
| Marrakech - Вышел: 2004 - Лейбл: Kontor Records - Носители: LP                 | 1. Alex M.O.R.P.H.’s Synthetic Empire Rmx 2. Alex M.O.R.P.H.’s Synthetic Empire Dub    |
| Ecstasy - Вышел: 2004 - Лейбл: Kontor Records - Носители: LP                   | 1. Clubb Mix 2. A&T Remix                                                              |
| Ecstasy - Вышел: 2004 - Лейбл: Kontor Records - Носители: CD                   | 1. AT&B Airplay Mix 2. Original Airplay Mix 3. Clubb Mix 4. A&T Remix                  |
| Here With Me / IntenCity - Вышел: 2004 - Лейбл: Kontor Records - Носители: LP  | 1. Here With Me (A&T Remix) 2. IntenCity (New Clubb Version)                           |
| Here With Me / IntenCity - Вышел: 2004 - Лейбл: Kontor Records - Носители: MP3 | 1. Here With Me (Airplay Mix) 2. Here With Me (A&T Remix) 3. IntenCity (New Clubb Mix) |

## Участники записи
- Тифф Лейси (Tiff Lacey), Michal the Girl, Маделин Зеро (Madelin Zero), Роберта Картер Харрисон (Roberta Carter Harrison), Кен Харрисон (Ken Harrison) — вокал
- Брюс Эллиот-Смит (Bruce Elliott-Smith), Фил Ларсен (Phil Larsen), Александр Перлс (Alexander Perls), Маделин Зеро (Madelin Zero), Кен Харрисон (Ken Harrison), Руди (RuDee), Вуди ван Эйден (Woody van Eyden) — соавторы